# فاتح كايا
فاتح كايا (بالألمانية: Fatih Kaya)‏ هو لاعب كرة قدم ألماني، ولد في 13 نوفمبر 1999 في غيسن في ألمانيا. لعب مع إنغولشتات 04.

## وصلات خارجية
- فاتح كايا على موقع قاعدة بيانات كرة القدم.إي يو (الإنجليزية)
- فاتح كايا على موقع Soccerway.com (الإنجليزية)
- فاتح كايا على موقع عالم كرة القدم.نت (الإنجليزية)